# Polo (indumentària)

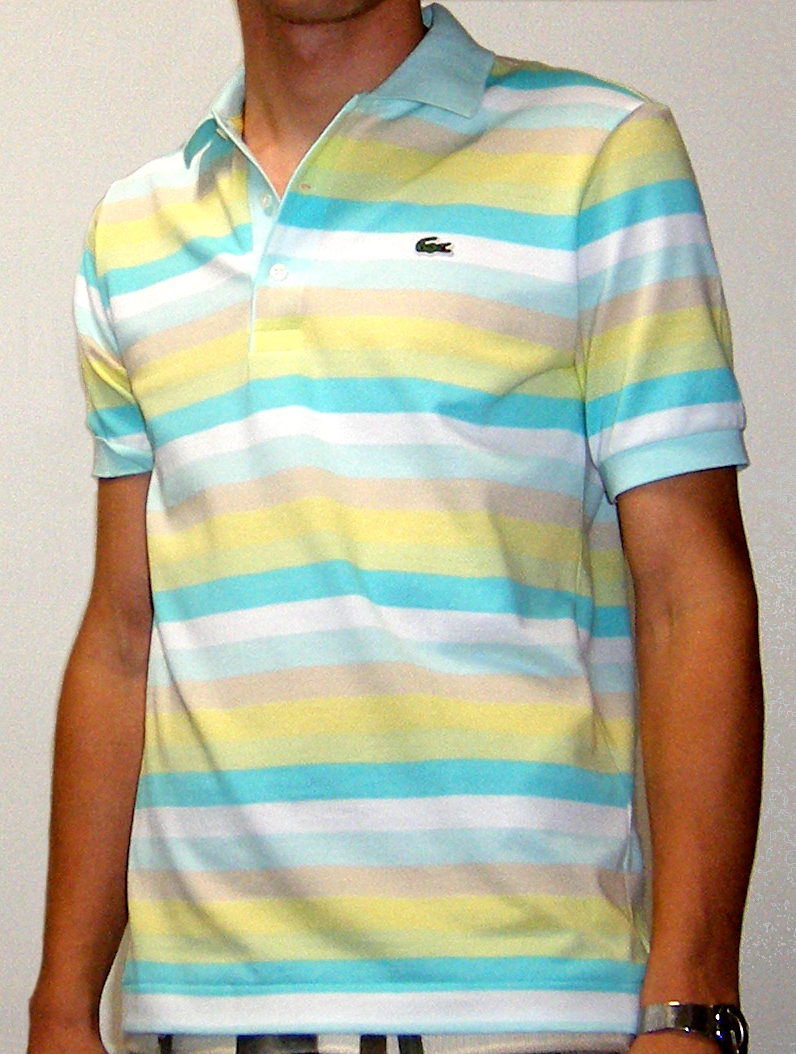
Un polo de Lacoste

El polo és un jersei o samarreta de punt amb coll camiser caigut (coll polo)
i màniga curta. Típicament té una obertura (vista) davantera que tanca amb dos o tres botons. Pot tenir una butxaca de pit, i fins i tot substituir els botons per una cremallera.
El nom polo li fou aplicat perquè era una peça usada pels jugadors d'aquest esport. El mot, que inicialment només designava el joc, prové de l'anglès, que al seu torn el va prendre del tibetà phol, que significa 'pilota'.
En la moda actual, aquest tipus de peça és considerada més informal que la camisa, però més de vestir que la samarreta.